# Taiwans Davis Cup-lag
Taiwans Davis Cup-lag representerar Taiwan under namnet Kinesiska Taipei i tennisturneringen Davis Cup, tidigare International Lawn Tennis Challenge. Taiwan debuterade i sammanhanget 1972, och har aldrig spelat i elitdivisionen.